# Grigiškės (entreprise)
Grigiškės est une entreprise lituanienne faisant partie de l'OMX Vilnius, le principal indice de la bourse de Vilnius. Elle est le leader dans les Pays baltes dans la production de papier toilette, et produit également une gamme de cartons et de panneaux en bois.